# Concorde Agreement
Het Concorde Agreement is een contract tussen de Fédération Internationale de l'Automobile (FIA), de Formule 1 constructeurs (tegenwoordige vertegenwoordigd door de Formula One Teams Association (FOTA) ) en Formula One Administration. De overeenkomst legt de regels en verdeling van televisie opbrengsten en prijzengeld vast. Er zijn in totaal zes verschillende Concorde Agreements gesloten welke allemaal strikt geheim werden gehouden. De geheimhouding werd doorbroken toen de overeenkomst uit 1997 werd gepubliceerd door Forrest Bond, een journalist.
De overeenkomst heeft als doel de professionaliteit van de sport te vergroten en de sport tot een commercieel succes te maken. De belangrijkste bepaling was de belofte dat alle teams aan elke race zouden deelnemen. Dit was een belangrijke eis van meerdere televisiestations in het proces van de verdeling van de uitzendrechten.

## Eerste Concorde Agreement (1981)
Vanaf 1979 heerste er onrust in de Formule 1. Er waren twee organisaties die beide de commerciële rechten van de Formule 1 wilde beheren. Enerzijds was er de Fédération Internationale du Sport Automobile (FISA) en anderzijds de Formula One Constructors Association (FOCA), vertegenwoordiger van de teams. De onenigheid tussen de twee organisaties ging zo ver dat enkele races werden afgelast en Goodyear dreigde om de sport te verlaten. Op 19 januari 1981 werd na lang onderhandelen het eerste Concorde Agreement afgesloten. De FOCA was de winnaar geworden en mocht de televisierechten gaan exploiteren. Deze taak werd doorgesluisd naar de Formula One Administration, eigendom van Bernie Ecclestone.
Het verdrag liep af op 31 december 1987.

## Tweede Concorde Agreement (1987)
Het tweede Concorde Agreement besloeg de seizoenen van 1987 tot en met 1991.

## Derde Concorde Agreement (1992)
Het derde Concorde Agreement besloeg de seizoenen van 1992 tot en met 1996.

## Vierde Concorde Agreement (1997)
In 1995 besloot de FIA om de rechten van de Formule 1 volledig over te sluizen naar de FOA voor een periode van 14 jaar. In ruil zou Bernie Ecclestone jaarlijks een bedrag overmaken. Een aantal teams protesteerde aangezien Ecclestone in zijn onderhandelingen de rechten volledig naar een eigen bedrijf had weten te krijgen. McLaren, Williams F1 en Tyrrell ondertekenden het contract niet.
Het vierde Concorde Agreement besloeg de seizoenen van 1997 tot en met 2002.

## Vijfde Concorde Agreement (1998)
De drie teams die weigerden te tekenen verloren inspraak en inkomsten en ondertekenden in 1998 een aangepaste Concorde Agreement.
Het verdrag werd meteen verlengd tot 2007.

## Zesde Concorde Agreement (2009)
Nadat de onderhandelingen voor het meest recente verdrag reeds in 2004 waren begonnen werd deze pas in 2009 ondertekend. De voorwaarden uit het verdrag van 1998 worden voortgezet en het zesde Concorde Agreement is geldig tot 2012.

## Zevende Concorde Agreement (2013)
Ondertekend in juli 2013 en is geldig tot december 2020.  

## Achtste Concorde Agreement
De onderhandelingen over de afspraken die de zevende Concorde Agreement moesten vervangen begonnen als onderdeel van een bredere discussie over de toekomst van de sport in 2017. Er is nog geen deal bereikt en de dealine was verlengd tot 31 oktober 2019. De achtste Concorde Agreement zou bijna klaar zijn in januari 2020. Het Concorde Agreement heeft vertraging opgelopen door het uitbreken van de Coronapandemie.